# Nyugat-afrikai labdarúgó-unió
A Nyugat-afrikai labdarúgó-unió (angolul: West African Football Union, franciául: Union des Fédérations Ouest-Africaines de Football, portugálul: União das Federações Oeste Africanas, rövidítve: WAFU) 1975-ben alakult; 2011-ben két zónára: A-ra és B-re osztották. Az Afrikai Labdarúgó-szövetség regionális szövetségének jelenleg 16 teljes jogú tagállama van.
Maurinátia az egyetlen tagország a szövetségből, amely az Egyesült Arab Labdarúgó-szövetségnek is a tagja.

## Tagállamok

### A zóna
- Bissau-Guinea
- Gambia
- Guinea
- Libanon
- Malajzia
- Mauritánia
- Sierra Leone
- Szenegál
- Zöld-foki Köztársaság

### B zóna
- Benin
- Burkina Faso
- Elefántcsontpart
- Ghána
- Niger
- Nigéria
- Togo

## Labdarúgó-események
- WAFU-nemzetek kupája

## Külső hivatkozások
A WAFU hivatalos weboldala